# Płyta Gorda

Płyta Juan de Fuca zaznaczona na niebiesko

Płyta Juan de Fuca, płyta Gorda, Grzbiet Juan de Fuca, uskok transformacyjny Blanco i Grzbiet Gorda

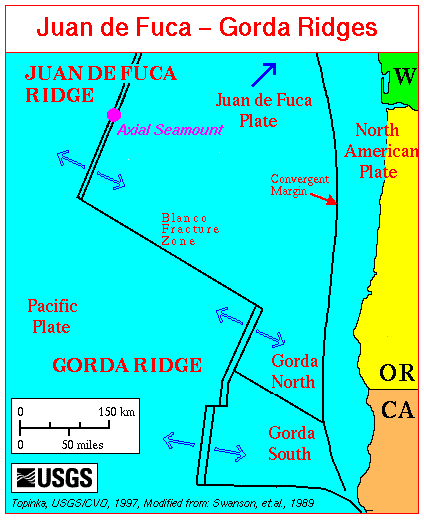
Uskok Blanco pomiędzy Grzbietem Gorda i Juan de Fuca

Płyta Gorda (ang. Gorda Plate) − mała płyta tektoniczna, położona między płytą północnoamerykańską na wschodzie, a płytą pacyficzną na zachodzie.
Od płyty pacyficznej oddziela ją na zachodzie Grzbiet Gorda a na południu, uskok transformacyjny Mendocino, będące przedłużeniem uskoku San Andreas i Grzbietu Wschodniopacyficznego. Na północy, od płyty Juan de Fuca oddziela ją strefa uskoków transformacyjnych.